# Meritxell Gené i Poca
Meritxell Gené i Poca   (Lleida, 2 de novembre de 1986) és una cantautora i mestra d'escola catalana. El febrer del 2018 publica el seu primer poemari Després dels esbarzers, amb Pagès Editors.

## Trajectòria
El 2006 començà el seu projecte en solitari com a cantautora, que prendrà cos dos anys després en el seu primer disc Inesperadament (Trackatrack, 2008), enregistrat, produït i mesclat als estudis Trackatrack de Corbins durant l'any 2007, per Jordi Rexach «Mante» i Robert Riu «Puça», i presentat l'1 de febrer del 2008 al Cafeteria Slàvia de les Borges Blanques.
Des d'aleshores ha participat en diferents actes, festivals i trobades musicals d'arreu dels Països Catalans, com ara el Festival Senglar Rock, la Trobada d'Acordionistes del Pirineu a Arsèguel, el Festival Tastautors de Cardedeu, el Festinoval de Lleida, el Festival Barnasants, a la Fira de Música al Carrer de Vila-seca, al Mercat de Música Viva de Vic, el Festival Acústica Figueres, el Cicle de Concerts Nostrats Cantautors de Ponent, l'Homenatge a Víctor Torres i Perenya al Palau de la Generalitat de Catalunya el 2011, al Concert per la Llibertat organitzat per Òmnium Cultural i l'Assemblea Nacional Catalana el 2013.
El 2009 també va treballar com a música i actriu amb la companyia Efímer en l'espectacle itinerant Lo monstre, protagonitzat per un titella articulat de quatre metres, dirigit per Miquel Setó i estrenat a la FiraTàrrega el 2009. El 2010 participà a Terra i cultura, un espectacle coproduït pel Festival Acústica, el Mercat de Música Viva de Vic i el Grup Enderrock, a iniciativa del Celler Vall-Llach i la Fundació Miquel Martí i Pol, en què Ivette Nadal, Joanjo Bosk i Meritxell Gené musicaven versos de poetes catalans destacats. També ha col·laborat al documental Joan Sales. L'home incòmode, la veritat que fa nosa (2013) de Francesc Canosa, i a Bon cop de falç. La història de l'himne (2014) dirigit per Eloi Aymerich. Durant el 2014 va participar en l'Homenatge a Bartomeu Rosselló-Pòrcel i Marià Villangómez al Centre Artesà Tradicionàrius, al Festival Internacional de Música de Cadaqués i al Festival de poesia El Rusc del Museu de la Vida Rural de l'Espluga de Francolí.
Des de 2017 forma part del projecte musical Les Kol·lontai, amb Sílvia Comes, Montse Castellà Espuny i Ivette Nadal. El 2024, la formació va inaugurar la 29a edició del Barnasants.

## Discografia
- 2008: Inesperadament (Trackatrack)
- 2010: Sota els llençols (Tolmusic)
- 2013: Així t’escau la melangia (Khlämor Records)[24][25][26]
- 2015: Branques (Khlämor Records)[27][28][29]
- 2020: Sa tanca d'allà dins (autoeditat)[30]
- 2023: No diré res de mi (Segell Microscopi)[31]

## Obra poètica
- Després dels esbarzers (Pagès Editors, 2018)[32]